# تاريخ دارفور

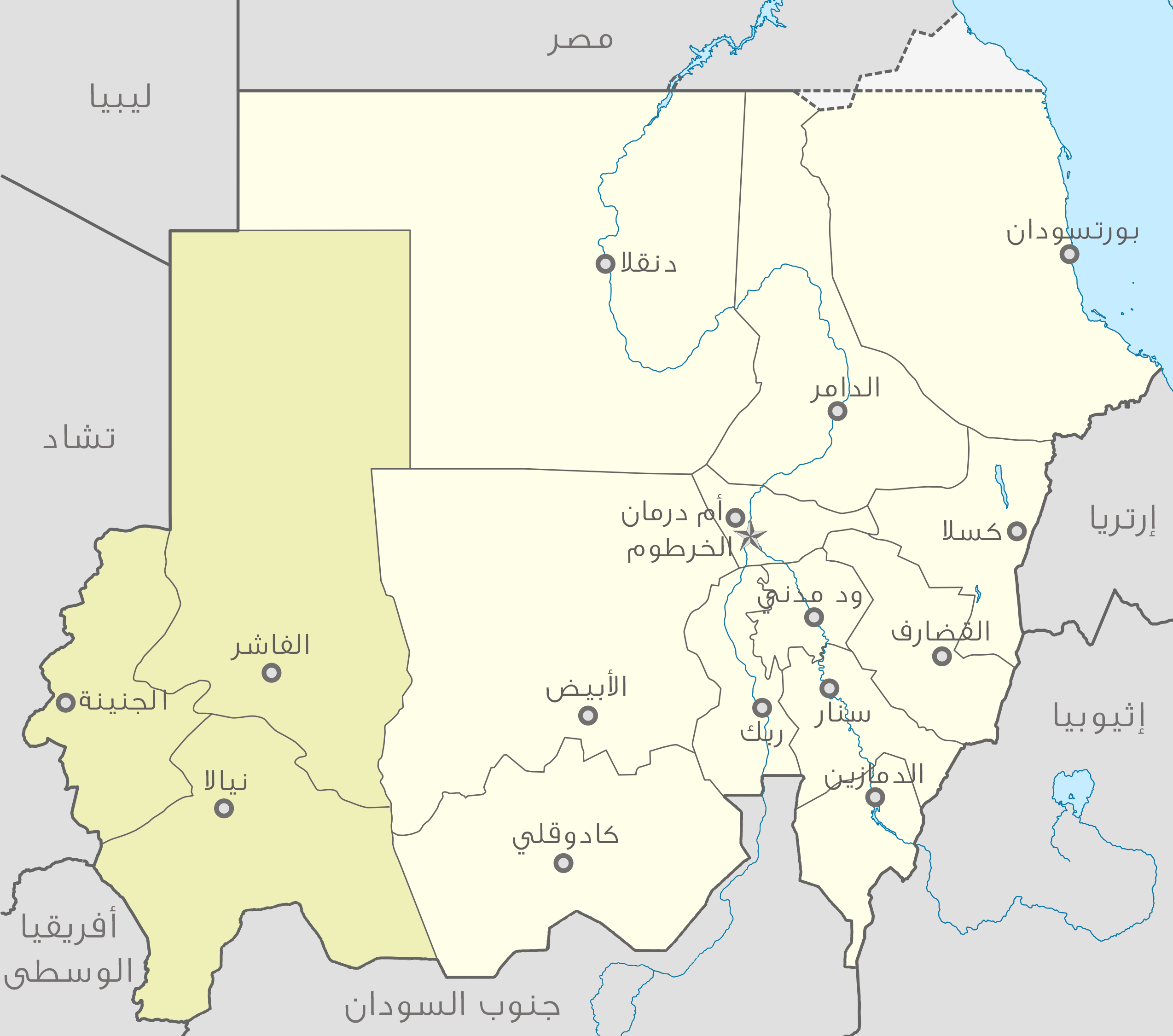
موقع دارفور داخل السودان

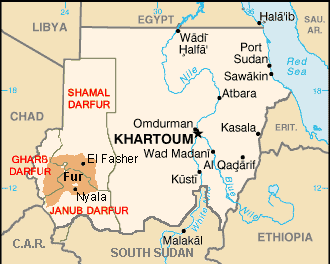
موقع شعب الفور في دارفور الحديثة

كانت دارفور على مدى التاريخ موطنًا للعديد من الثقافات والممالك مثل مملكة طرة [الإنجليزية] الأسطورية ومملكتي الداجو والتنجر. بدأ التاريخ المسجل لدارفور في القرن السابع عشر، حين تأسست سلطنة الفور على يد أسرة كيرا. في عام 1875، أنهت السيادة الإنجليزية المصرية المشتركة في الخرطوم حكم أسرة كيرا. منحت بريطانيا لدارفور درجة من الحكم الذاتي حتى ضمها رسميًا في عام 1916. ومع ذلك، ظلت المنطقة متخلفة خلال فترة الحكم الاستعماري وبعد الاستقلال في عام 1956.
شهدت دارفور تنمية محدودة، إذ وجهت غالبية موارد البلاد نحو السكان العرب النهريين المتمركزين على طول نهر النيل بالقرب من الخرطوم. أدى هذا التوزيع غير العادل للموارد والتخلف إلى تزايد السخط بين سكان دارفور. كما ساهمت الجغرافيا السياسية الإقليمية والحرب بالوكالة إلى جانب الصعوبات الاقتصادية والتدهور البيئي بعد وقت قصير من الاستقلال في ظهور مقاومة مسلحة متفرقة منذ منتصف الثمانينيات. وبلغ العنف المستمر ذروته في حركة المقاومة المسلحة في عام 2003 تقريبًا.